# Charly Mottet
Vous lisez un « article de qualité » labellisé en 2012.
Cet article concerne le coureur cycliste. Pour les autres emplois de ce nom, voir Mottet.
Charly Mottet, de son vrai nom Charles Mottet, est un coureur cycliste français né le 16 décembre 1962 à Valence et originaire de Saint-Jean-en-Royans. Surnommé Petit Charly dans le peloton, Mottet remporte au cours des années 1980 et au début des années 1990 de nombreuses victoires en contre-la-montre et sur les courses à étapes. Deuxième du Tour d'Italie 1990, il termine au pied du podium du Tour de France à deux reprises. Également à l'aise sur les courses d'un jour, il a remporté le Tour de Lombardie 1988 et a fini deuxième du championnat du monde 1986. Numéro 1 mondial à deux reprises, il s'est reconverti dans l'organisation de courses cyclistes à l'issue de sa carrière et a également été directeur sportif de l'équipe de France de 1997 à 1999.
À la suite d'une carrière amateur, Charly Mottet commence sa carrière professionnelle en 1983 au sein de l'équipe Renault-Elf dirigée par Cyrille Guimard. Obtenant sa première victoire dès sa première saison, il remporte en 1984 le classement du meilleur jeune du Tour d'Italie ainsi que le classement final du Tour de l'Avenir. L'année suivante, il s'impose également en contre-la-montre sur le Grand Prix des Nations et obtient sur les courses d'un jour la victoire sur le Tour du Piémont puis un podium sur le Tour de Lombardie.
Suivant Guimard dans sa nouvelle équipe Système U, Mottet en devient l'un des coureurs les plus importants aux côtés de Laurent Fignon. Il se classe deuxième des championnats du monde en 1986 avant de remporter l'année suivante le Critérium du Dauphiné libéré et un deuxième Grand Prix des Nations. Quatrième du Tour de France, il en est maillot jaune pendant plusieurs jours. En 1988, il gagne un troisième Grand Prix des Nations puis le Tour de Lombardie.
Il rejoint l'équipe RMO en 1989 et en devient le leader exclusif. Cette année-là, Charly Mottet est numéro 1 mondial à deux reprises. Son passage dans cette équipe est marqué par deux victoires au Critérium du Dauphiné libéré en 1989 et 1992, une victoire au Tour de Romandie et au Grand Prix de Zurich en 1990, un podium au Tour d'Italie 1990 et une nouvelle quatrième place au Tour de France en 1991. Il met fin à sa carrière après deux saisons dans l'équipe Novemail-Histor.
Sélectionneur de l'équipe de France en 1997 et 1998, il est également durant plusieurs années, directeur adjoint du Critérium du Dauphiné libéré aux côtés de Thierry Cazeneuve, chargé de l'organisation du parcours de la course. En 2010, il est nommé manager sportif des Grands Prix de Québec et de Montréal, au Canada.

## Repères biographiques et carrière amateur
Né le 16 décembre 1962 à Valence dans le département de la Drôme, Charles Mottet est le fils d'un employé de la poste et d'une commerçante. Appelé « Charly » par sa grand-mère, l'usage de ce prénom se généralise dans son entourage. Charly Mottet obtient son baccalauréat en construction mécanique (F1) avant de partir faire son service militaire dans le bataillon de Joinville,. Marié en 1989, il vit ensuite en Haute-Savoie,. Sa fille Eva pratique le cyclisme et est notamment sixième du contre-la-montre juniors des championnats du monde sur route 2012. Elle arrête sa carrière cycliste en raison d'une grave chute. Elle meurt en 2020, à 25 ans.
Charly Mottet pratique dans son enfance le judo et prend une licence de rugby à l'âge de douze ans puis il s'initie au cyclisme à l'âge de quinze ans,. Avant de devenir coureur professionnel, Mottet obtient plusieurs résultats dans les championnats de France juniors puis amateur. Champion de France junior du contre-la-montre par équipes en 1979, il est également troisième la même année du championnat de France junior de poursuite par équipes. L'année suivante, toujours junior, il gagne le Concours cycliste national et termine troisième du championnat de France junior sur route remporté par Vincent Barteau,. En 1981, il est troisième du championnat de France de poursuite par équipes en catégorie amateur. En 1982, sur piste, il est troisième du championnat de France amateur de poursuite et quatrième du championnat du monde militaires de poursuite. Sur route, il se classe deuxième de Paris-Barentin et de Paris-Troyes avec les couleurs du VC Romans-Péage, club où il évolue de 1978 à 1982. Il est alors repéré par Cyrille Guimard qui l'incite à devenir professionnel,.

## Carrière cycliste

### Renault-Elf puis Système U (1983-1988)

#### Premières victoires (1983-1984)
Charly Mottet passe professionnel au début de l'année 1983 dans l'équipe Renault-Elf sous les ordres de Cyrille Guimard et avec comme chef de file Bernard Hinault. Pour ses débuts, il obtient tout d'abord une place dans les vingt premiers du Tour du Haut-Var puis du Critérium international. À la fin du mois de mars, Mottet remporte sa première victoire avec Renault lors d'une étape montagneuse du Tour Midi-Pyrénées,. Il est ensuite deuxième au classement final de l'épreuve 7 secondes derrière Gilbert Duclos-Lassalle. Cinquième du Tour du Vaucluse en avril, il remporte à nouveau une course le 9 juin, la première étape du Tour de Luxembourg. Trois jours plus tard, il est à nouveau deuxième du classement final, cette fois-ci à 27 secondes de son coéquipier luxembourgeois Lucien Didier. En septembre, il est tout d'abord troisième du prologue du Tour de l'Avenir avant de finir sixième du classement général, à un peu plus de 10 minutes du vainqueur, Olaf Ludwig. En fin de saison, Mottet est également quinzième du Tour de Lombardie.
En 1984, Charly Mottet débute en février par une place d'honneur sur une étape de l'Étoile de Bessèges puis il obtient la sixième place au Grand Prix de Cannes gagné par son équipier Yvon Madiot. Le mois suivant, initialement deuxième du prologue du Tour Midi-Pyrénées, il se classe onzième de l'épreuve. En avril, Mottet est dixième du Tour du Vaucluse avant de remporter en Colombie une étape du Clásico RCN.
À la suite d'une neuvième place au Tour de Romandie, Mottet dispute son premier grand tour, le Tour d'Italie, au service de Laurent Fignon. Ce Giro commence pour Renault par une victoire lors de la première étape disputée en contre-la-montre par équipes,, ce qui permet à Fignon d'endosser le maillot rose, maillot qu'il cède à Francesco Moser quatre jours plus tard. Deuxième de la dixième étape derrière Martial Gayant, Mottet pointe alors à la seizième place du classement général à près de 4 minutes de Moser. Le Français est également sixième de la seizième étape. Fignon reprend le maillot rose à deux jours de la fin mais il est battu le dernier jour par Moser au terme d'un contre-la-montre de 42 kilomètres. Mottet est 21e du général et remporte le maillot blanc de meilleur jeune. Renault remporte le classement par équipes.
Au mois de septembre, Mottet obtient tout d'abord la deuxième place du prologue du Tour de l'Avenir une seconde derrière Piotr Ugrumov avant de remporter ensuite la septième étape disputée dans les Pyrénées. Il prend la tête de la course le lendemain malgré une défaillance et tient la première place jusqu'à l'arrivée finale à Toulouse. Il s'impose devant Jiří Škoda et Philippe Bouvatier,. Deuxième ensuite de Paris-Bruxelles, il est classé en fin de saison quinzième du Super Prestige Pernod, et vingt-quatrième du classement FICP,.

#### Dans les dix premiers du classement FICP (1985)
En forme dès le commencement d'une saison qu'il a préparé en hiver en alternant ski de fond et courses de six jours sur piste, Charly Mottet remporte en février La Marseillaise, une étape de l'Étoile de Bessèges et le Tour du Haut-Var,. Au début du mois suivant, à la lutte pour la victoire sur Paris-Nice, il est un temps leader virtuel de la course lors de l'avant-dernière étape qu'il remporte. Il est neuvième du classement final à l'issue de la dernière étape. Obtenant deux deuxièmes places lors des étapes en ligne et en côte du Critérium international, il conclut cette course à étapes en cinquième position à l'issue du contre-la-montre individuel.
À la fin du mois de juin, Mottet découvre le Tour de France alors que l'équipe Renault est privée du double tenant du titre Laurent Fignon en raison d'une tendinite du tendon d'Achille gauche qui doit être opérée. Sur ce Tour, Mottet obtient tout d'abord la troisième place de la huitième étape, un contre-la-montre de 75 kilomètres. Septième du classement général au terme de la première étape des Alpes qui se termine à Avoriaz, il sort des dix premiers le lendemain après avoir perdu plus de huit minutes sur les prétendants à la victoire du Tour. Deuxième de la seizième étape derrière Frédéric Vichot, Charly Mottet conclut sa première Grande Boucle à la 36e place.
Deuxième de Paris-Bourges en août, Charly Mottet participe ensuite au championnat du monde sur route, son premier, où il prend la 52e place. Sur le Tour de l'Avenir dont il est tenant du titre, il perd toute chance de victoire finale en raison d'une crise de foie survenue dans la première étape de montagne. Il remporte ensuite deux victoires d'étape. Suivent deux victoires en contre-la-montre lors du Grand Prix des Nations en solitaire puis le Duo normand avec Thierry Marie. En octobre, il remporte le Tour du Piémont avant d'être dans la foulée troisième du Tour de Lombardie puis de Florence-Pistoia. Dixième du classement FICP de fin de saison, Mottet remporte le Prestige Pernod tout en étant quatorzième du Super Prestige.

#### Deuxième du championnat du monde (1986)

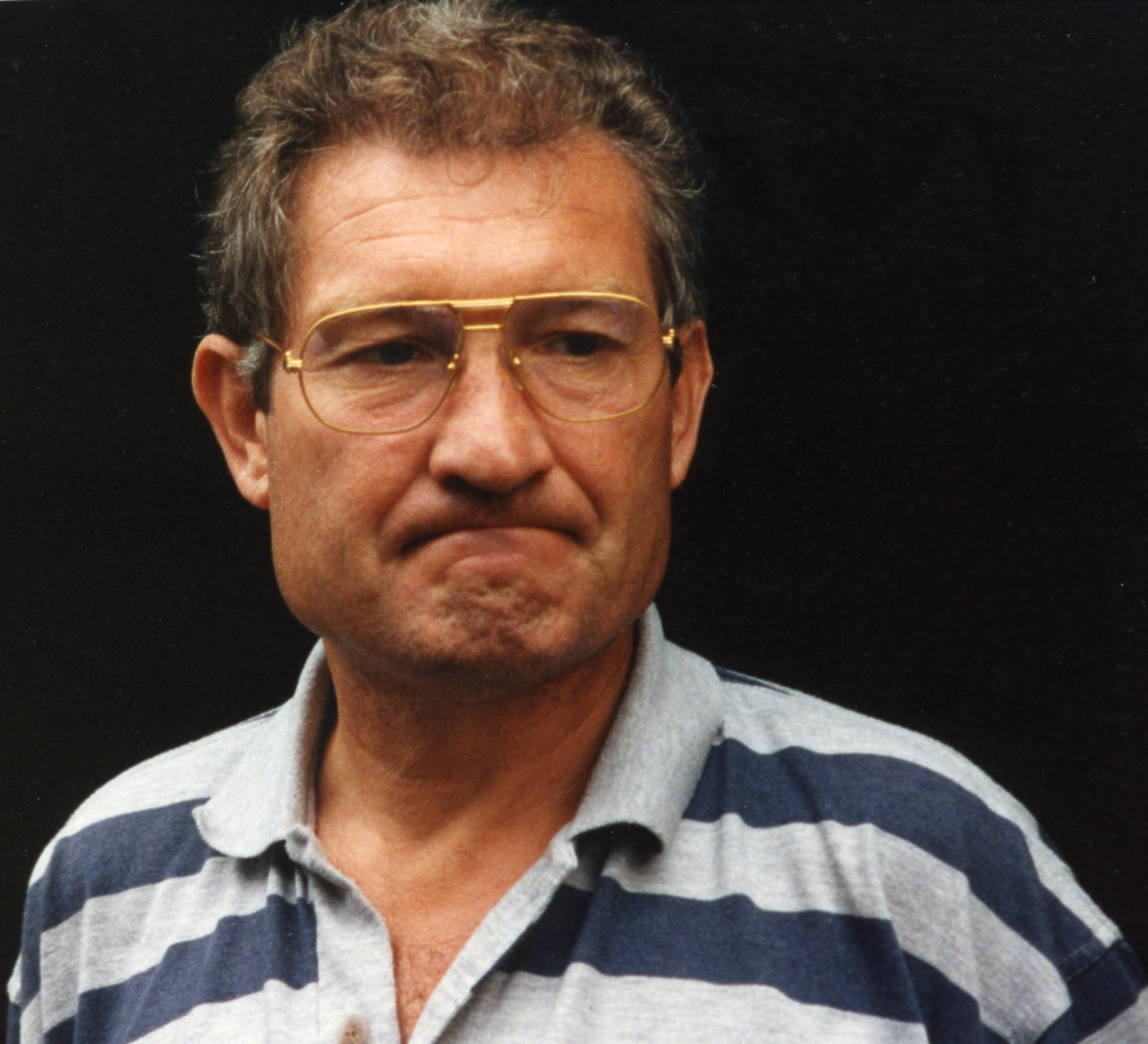
Cyrille Guimard, directeur sportif de Charly Mottet de 1983 à 1988.

En cours d'année 1985, Renault annonce la fin de ses engagements sportifs pour la fin de l'année. Son directeur sportif Cyrille Guimard associé à Laurent Fignon créent l'association sportive France Compétition et la régie publicitaire Maxi-Sports Promotion, dont ils sont propriétaires à parts égales. La société Système U s'engage avec cette nouvelle structure pour un montant de 45 millions de francs sur trois ans. Mottet reste fidèle à Guimard et rejoint donc cette nouvelle formation.
Au départ de Paris-Nice début mars, Mottet est notamment sixième au sommet du Ventoux puis neuvième d'un classement final remporté pour la cinquième année consécutive par l'Irlandais Sean Kelly. Après un Milan-San Remo terminé en 68e position, Mottet est quatrième du Critérium international puis il gagne une étape et se classe deuxième du Tour Midi-Pyrénées, devancé par Niki Rüttimann de 7 secondes,. En avril, il remporte une étape du Tour du Vaucluse et finit à la dixième place de la Flèche wallonne remportée par Laurent Fignon une semaine avant d'aborder le Tour d'Espagne.
Neuvième du prologue de cette Vuelta remporté par son coéquipier Thierry Marie, Mottet devient leader de son équipe à la place de Fignon qui souffre d'un décollement de la plèvre et d'une côte fêlée à la suite d'une chute dans la quatrième étape. Vainqueur en solitaire de la neuvième étape ainsi que du contre-la-montre deux jours plus tard, Mottet est alors neuvième du classement général à près de 6 minutes d'Álvaro Pino. Le lendemain, Mottet perd près de 8 minutes sur la tête de course. Également deuxième de la dix-neuvième étape, il finit cette Vuelta en vingt-deuxième position.
Après un abandon sur chute lors du Critérium du Dauphiné libéré, Mottet enchaîne par un deuxième grand tour, le Tour de France. Après la victoire de Système U lors du contre-la-montre par équipes, Mottet pointe un temps à la deuxième place du classement général à égalité de temps avec son coéquipier Thierry Marie. Laurent Fignon abandonne dans les Pyrénées tandis que Mottet ne peut suivre le rythme des meilleurs coureurs. Sixième de l'antépénultième étape qui se termine au sommet du Puy de Dôme, Mottet termine la Grande Boucle à la seizième place à plus de trois-quarts d'heure du vainqueur, Greg LeMond.
En septembre, le chef de file de l'équipe de France au championnat du monde sur route est Bernard Hinault pour sa dernière saison. Lors de la course, Hinault est cependant lâché par un groupe comprenant des coureurs comme Mottet, Fignon ou Argentin. Argentin initie l'échappée finale, seuls Mottet et Rolf Gölz accompagnent le coureur italien. Gölz est distancé par ses deux adversaires qui se disputent la victoire au sprint. Argentin s'impose alors. Au cours de ce mois, Mottet est ensuite troisième du Tour de Catalogne. En contre-la-montre, il gagne le Grand Prix Eddy Merckx puis la semaine suivante, il termine au pied du podium du Grand Prix des Nations. Le mois suivant, Mottet obtient la troisième place de Créteil-Chaville, la vingt-et-unième du Tour de Lombardie et la deuxième de Florence-Pistoia. Il termine sa saison par une deuxième place lors des Six Jours de Paris. Septième du classement FICP, il est également septième du Super Prestige Pernod.

#### Victoire au Dauphiné libéré, quatrième du Tour (1987)
En début de saison, Charly Mottet est deuxième du Grand Prix d'Antibes. Participant aux classiques flandriennes, Mottet est 35e du Tour des Flandres puis il lance la course dans Paris-Roubaix mais sans figurer ensuite aux avant-postes de la course. Au mois de mai, il termine troisième des Quatre Jours de Dunkerque. Il remporte en juin le Critérium du Dauphiné libéré grâce à une deuxième place obtenue dans le contre-la-montre puis une gestion de son avance sur ses adversaires dans les étapes montagneuses. Le Colombien Henry Cárdenas est deuxième à 2 minutes 44 secondes et Ronan Pensec complète le podium..
Outsider pour la victoire finale dans la Grande Boucle malgré la présence de Laurent Fignon comme meneur de l'équipe Système U, il endosse le maillot jaune grâce à sa deuxième place à neuf secondes de Stephen Roche au terme de la dixième étape, un contre-la-montre de 87,5 km qui se termine au Futuroscope. Il perd le maillot de leader dès le lendemain au profit de son coéquipier Martial Gayant mais il le récupère deux jours plus tard à l'issue de la treizième étape, la première des Pyrénées où il bénéficie dorénavant de l'aide de Fignon. En difficulté le lendemain lors de la montée de Luz-Ardiden, Mottet garde néanmoins le maillot jaune. Il le conserve jusqu'à la dix-huitième étape, un contre-la-montre qui se termine au sommet du mont Ventoux. Il passe alors à la troisième place du classement général à 2 minutes 47 secondes de Jean-François Bernard, le vainqueur du jour. Le lendemain, Bernard perd son maillot à la suite d'une attaque menée par Charly Mottet et Laurent Fignon qui profitent d'une crevaison de Bernard pour s'échapper. Stephen Roche prend le maillot jaune, Mottet est deuxième à 41 secondes. Dépassé dans les jours qui suivent par Stephen Roche et Pedro Delgado puis par Jean-François Bernard, Charly Mottet termine finalement au pied du podium de ce Tour de France. Système U gagne le classement par équipes.
Mottet remporte en août une étape et le classement final du Tour du Limousin. En septembre, sélectionné pour le championnat du monde sur route, il ne termine pas l'épreuve. Il est ensuite troisième du Grand Prix Eddy Merckx avant de gagner le Grand Prix des Nations en battant le record de l'épreuve. Mottet termine sa saison par une quatrième place lors de Créteil-Chaville puis une neuvième au Tour de Lombardie, ce qui lui permet d'être huitième du classement FICP. Il est également quatrième du Super Prestige Pernod et gagne le challenge Prestige Pernod. Début novembre, Mottet et Bernard Vallet s'imposent lors des Six Jours de Grenoble.

#### Victoire sur le Tour de Lombardie (1988)
Mottet commence sa saison par une deuxième place lors du Tour méditerranéen. Début avril, il est septième du Tour des Flandres le 3 puis il gagne une étape puis le classement général du Tour du Vaucluse la semaine suivante. Mottet lance l'échappée victorieuse de la Flèche wallonne en compagnie de Rolf Gölz à quarante kilomètres de l'arrivée et seuls cinq coureurs restent en lice pour la victoire. Gölz distance ses adversaires dans l'avant-dernière montée et remporte la victoire, Mottet est lui quatrième. Il complète son week-end ardennais par une septième place sur Liège-Bastogne-Liège. Le mois suivant, il gagne une étape en contre-la-montre lors des Quatre Jours de Dunkerque dont il prend la deuxième place finale avant d'être troisième du Grand Prix de Wallonie.

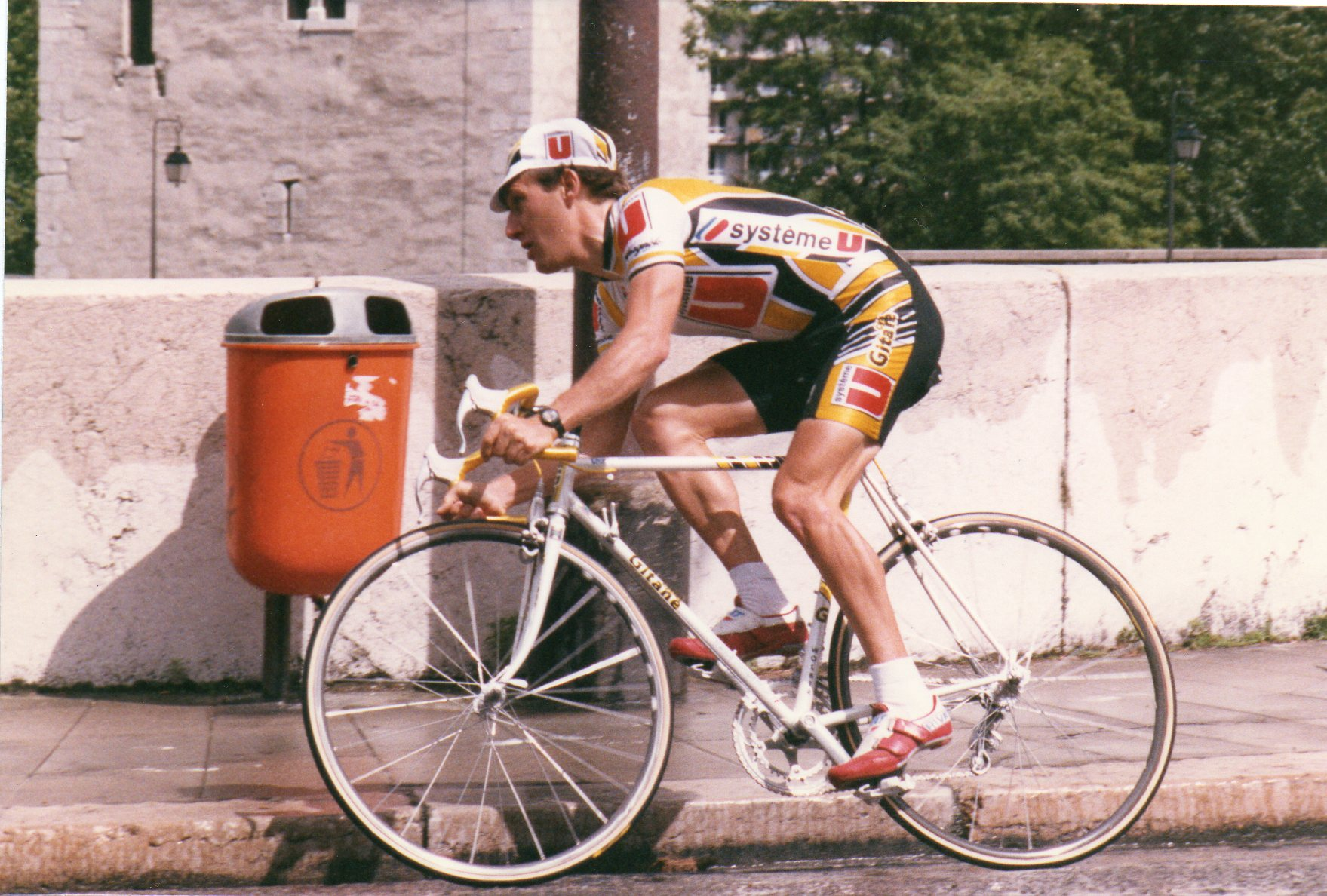
Charly Mottet, lors du Critérium du Dauphiné libéré 1988.

En juin, Mottet prend la tête du Critérium du Dauphiné libéré après sa victoire lors de la quatrième étape. Il accentue son avantage le lendemain mais perd finalement la course dans les dernières étapes et termine finalement troisième du classement général à près de trois minutes du vainqueur colombien Luis Herrera. Il est ensuite troisième de la Bicyclette basque et quatrième du championnat de France. Faisant partie des favoris du Tour de France, il figure à la sixième place du classement général au terme de la sixième étape disputée en contre-la-montre. Après la première étape des Alpes, il est quatrième à 1 minute 1 seconde de Steve Bauer, alors maillot jaune. Le lendemain, le 14 juillet, Mottet perd ses chances de victoire ou de podium en concédant plus de 8 minutes au sommet de L'Alpe d'Huez sur Steven Rooks, vainqueur de l'étape. Le 18 juillet, Mottet abandonne au cours de la quinzième étape menant à Luz-Ardiden, en raison d'un problème hépatique.
En août, Mottet gagne une étape et finit deuxième de Paris-Bourges puis deuxième du Grand Prix de Plouay. Il fait partie des trois leaders de l'équipe de France, avec Laurent Fignon et Marc Madiot, pour le championnat du monde sur route. Il ne se classe que 73e d'une course remportée par Maurizio Fondriest devant Martial Gayant. Le 10 septembre, il est troisième avec Thierry Marie du Trophée Baracchi puis il remporte la semaine suivante le Tour du Latium. Il gagne le Grand Prix des Nations pour la troisième fois le 25 septembre devant Laurent Fignon. Mi-octobre, il obtient la victoire sur le Tour de Lombardie au terme d'une échappée en solitaire de plus de 100 kilomètres. Il résiste à un groupe de sept poursuivants et s'impose 1 minute 40 secondes devant Gianni Bugno. Mottet termine sa saison par un succès sur piste lors des Six Jours de Grenoble. Mottet est deuxième du classement FICP cette saison et il reçoit le Mendrisio d'or.

### RMO (1989-1992)

#### Numéro 1 mondial (1989)
Au cours de la saison 1988, Charly Mottet donne son accord pour rejoindre l'équipe RMO dirigée alors par Bernard Vallet. Il s'engage pour trois ans et quitte donc Cyrille Guimard, son directeur sportif depuis son passage en professionnel,. Avec sa nouvelle équipe, il est troisième du Tour de la Communauté valencienne en février. Le mois suivant, il gagne une étape et est troisième de Tirreno-Adriatico puis deuxième du Critérium international. Il est diminué par un virus lors des classiques du mois d'avril ce qui l'oblige à déclarer forfait pour l'Amstel Gold Race. Début mai, il remporte une étape et le classement général des Quatre Jours de Dunkerque. Le 15 mai, Mottet prend la tête du classement FICP et succède ainsi à Sean Kelly, leader du classement depuis sa création en 1984,. Il remporte aussi durant le mois de mai une étape du Tour d'Armorique. À la fin du mois, il commence le Critérium du Dauphiné libéré par une deuxième place au terme du prologue, devancé de 32 centièmes de seconde par Steve Bauer. Mottet prend la tête de l'épreuve à la suite de sa victoire lors de la troisième étape, qui comporte la montée du mont Ventoux. Il est ensuite menacé dans les dernières étapes par Robert Millar mais Mottet conserve 18 secondes sur le coureur écossais, remportant ainsi son deuxième Dauphiné. Il gagne ensuite le prologue du Grand Prix du Midi libre et termine quatrième de la course. Il doit cependant renoncer à participer au championnat de France à cause d'une angine.

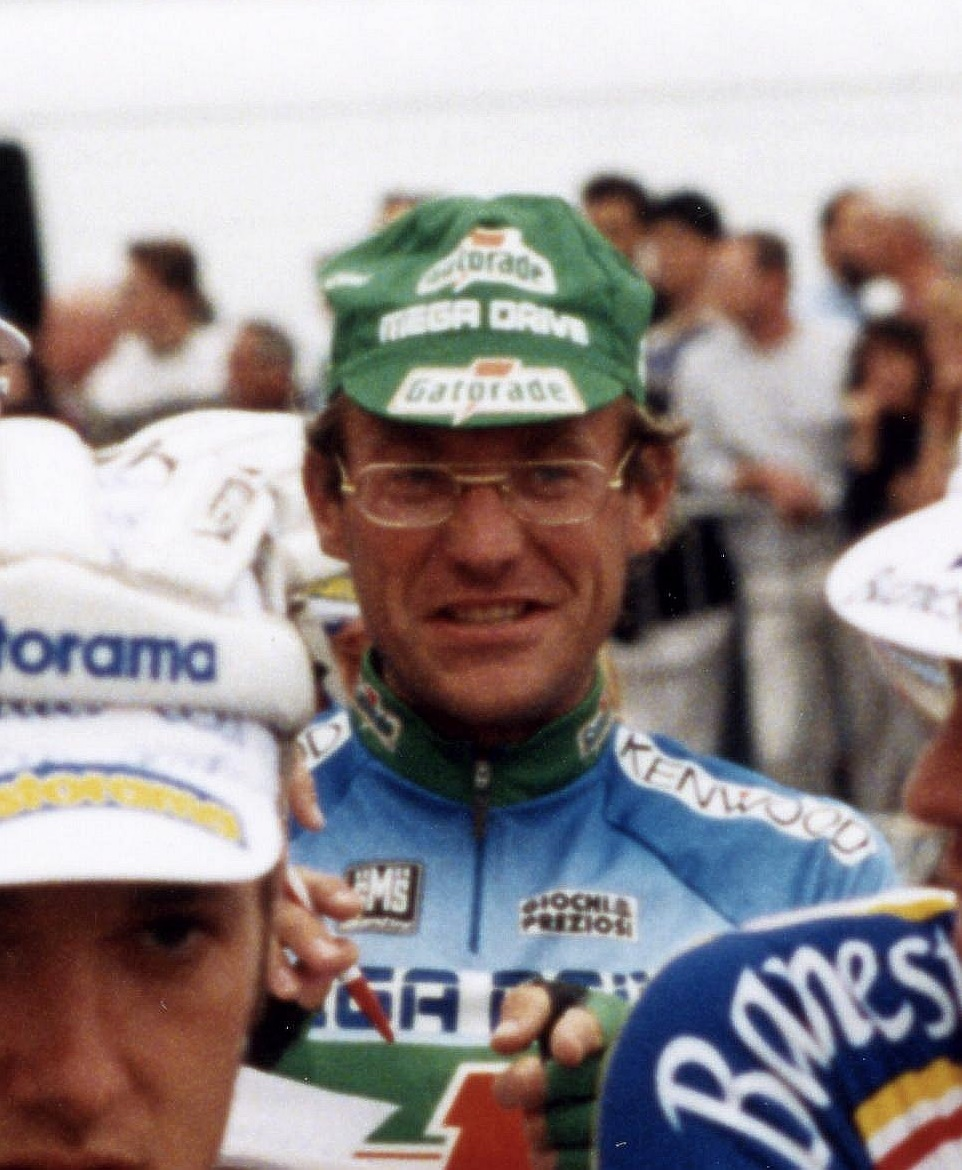
Laurent Fignon, numéro 1 mondial FICP 1989.

Laurent Fignon et Pedro Delgado sont les favoris principaux du Tour de France. Mottet fait partie des principaux outsiders à la victoire. Le début de Tour est marqué par la perte de plusieurs minutes par Delgado en raison d'un retard au départ du prologue suivi d'une défaillance dans le contre-la-montre par équipes. Sous la pluie, Mottet perd près de 4 minutes sur l'Américain Greg LeMond lors du contre-la-montre de la cinquième étape et se trouve alors dixième du classement général à un peu plus de 4 minutes de l'Américain. L'écart ne change pas au terme de la première étape pyrénéenne mais Mottet grimpe à la quatrième place derrière LeMond, Fignon et Pascal Simon. À l'attaque le lendemain, il est devancé par Robert Millar et Pedro Delgado mais il prend plus de 3 minutes à Laurent Fignon et Greg LeMond et est ainsi troisième du classement général à moins d'une minute de ses deux adversaires. Le 14 juillet, Fignon et Mottet attaquent en duo dans l'étape de Marseille mais ils sont repris par leurs poursuivants après 50 kilomètres d'échappée. Perdant un peu plus d'une minute dans le contre-la-montre d'Orcières-Merlette, Mottet finit la deuxième semaine à la troisième place du classement à 2 minutes 17 secondes de LeMond. Mottet perd 4 minutes lors de l'étape de L'Alpe d'Huez où Laurent Fignon reprend le maillot jaune à Greg LeMond. LeMond remporte le Tour pour 8 secondes devant Fignon. Charly Mottet termine lui sixième à 10 minutes 6 secondes de l'Américain.
Au sortir du Tour de France, Mottet perd la tête du classement FICP au profit de Laurent Fignon mais il revient à la première place dès début août grâce à sa troisième place du Grand Prix des Amériques. Il prend ensuite la quatrième place du Grand Prix de San Sebastian. La course est remportée par Gerhard Zadrobilek après 140 kilomètres d'échappée en solitaire malgré les efforts de Mottet pour revenir sur lui. La semaine suivante, il est deuxième des Trois vallées varésines. Favori « à domicile » des championnats du monde en compagnie de Laurent Fignon au sein d'une équipe de France divisée, les Français sont battus par Greg LeMond, Mottet étant ainsi 19e. Après ces championnats, Mottet remporte le Tour du Latium puis est troisième du Grand Prix des Nations. Remportée par Laurent Fignon, la course lui permet néanmoins de reprendre la tête du classement FICP. En octobre, Mottet est deuxième du Tour d'Irlande puis finit sa saison sur piste en remportant les Six Jours de Paris avec Etienne De Wilde puis en se classant troisième des Six Jours de Grenoble, toujours avec De Wilde. Il termine la saison au deuxième rang du classement FICP derrière Fignon.

#### Deuxième du Tour d'Italie, échec sur le Tour de France (1990)
Charly Mottet commence l'année 1990 en ayant le Tour de France comme objectif principal. Lors de l'hiver, il se fait opérer des sinus qui l'avaient gêné lors du Tour de France 1989. Il obtient en février la cinquième place du Tour méditerranéen. Sur les classiques d'avril qui ne sont pas un objectif, il obtient comme meilleur résultat une 31e place lors de l'Amstel Gold Race. Début mai, Mottet aborde le Tour de Romandie comme une préparation au Tour d'Italie. Il remporte le prologue mais perd la tête du classement général le lendemain au profit du Suisse Rolf Jaermann. Il remporte quelques jours plus tard un contre-la-montre de 22,5 km et l'emporte avec deux minutes d'avance sur Robert Millar.

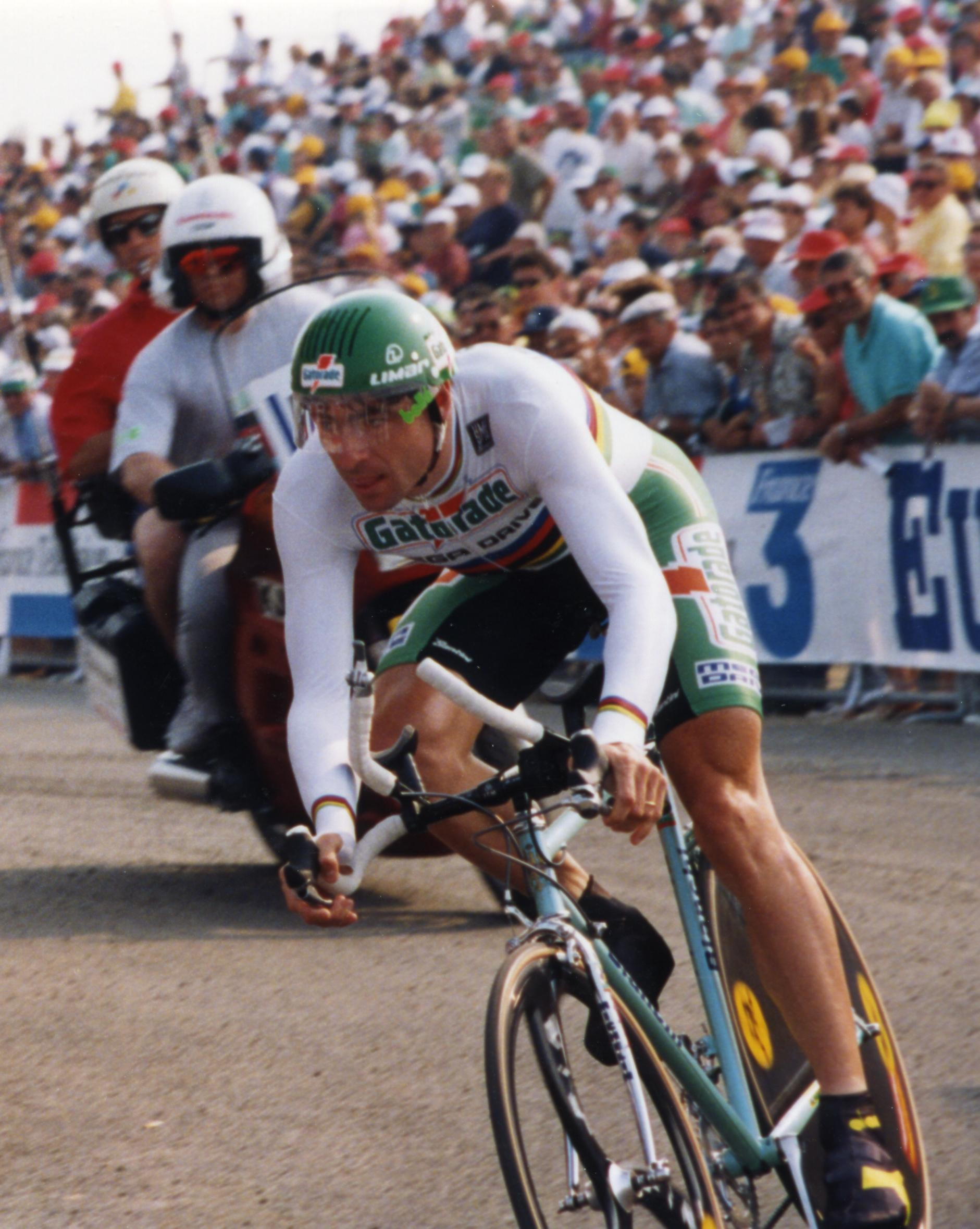
Gianni Bugno, ici sur le Tour de France 1993, remporte le Tour d'Italie 1990 devant Charly Mottet.

Fort de sa victoire romande, Mottet fait partie des favoris du Tour d'Italie même si ce Giro lui sert de préparation au Tour de France. Mottet concède 44 secondes à Gianni Bugno dès la première étape qui se dispute en contre-la-montre. Deux jours plus tard, Bugno attaque à nouveau et prend du temps à tous les favoris, Mottet est alors quinzième du général à 1 minute 36 secondes. Troisième de la septième étape remportée par Bugno, Mottet remonte à la septième place du classement mais avec 11 secondes de retard en plus. Le deuxième contre-la-montre du Giro permet à Bugno d'accentuer son avance au classement, Mottet est alors troisième à 4 minutes 9 secondes. Mottet attaque lors de la douzième étape mais finit par concéder 8 secondes de bonifications à Bugno. Il réessaie lors de la seizième étape. Les deux coureurs arrivent ensemble et Mottet l'emporte. Mottet passe alors deuxième au classement général. Le dernier contre-la-montre, remporté par Bugno, ne change pas le classement et Mottet termine donc deuxième de ce Tour d'Italie, à 6 minutes et 33 secondes de l'Italien.
Attendu sur le Tour de France,, Mottet perd 10 minutes sur Gianni Bugno lors de l'étape de L'Alpe d'Huez remportée par ce dernier. Il est alors 28e du classement. N'ayant plus aucune chance de victoire finale, il annonce vouloir aider son coéquipier Thierry Claveyrolat à remporter le maillot à pois de meilleur grimpeur. Lors de la quinzième étape, il fait partie d'un groupe de 19 coureurs qu'il sème à une trentaine de kilomètres de l'arrivée pour s'imposer en solitaire avec 2 minutes d'avance sur le deuxième,. Claveyrolat termine meilleur grimpeur et Mottet 49e du Tour de France.
Après le Tour, Mottet est cinquième du Tour de Burgos début août. Il remporte ensuite le Championnat de Zurich en devançant à l'arrivée ses compagnons d'échappée Greg LeMond, Claudio Chiappucci et Marino Lejarreta. Il ne peut ensuite participer aux championnats du monde en raison d'une fracture à l'avant-bras gauche. De retour en fin de saison, il est troisième du Tour de Lombardie, battu au sprint par Gilles Delion et Pascal Richard puis cinquième de la finale de la coupe du monde disputée en contre-la-montre à Lunel. Il est 14e de cette Coupe du monde. Cette année-là, Mottet est absent de la saison des Six jours sur piste en raison d'exigences financières trop élevées de la part des dirigeants de RMO pour libérer leurs coureurs. Troisième du classement FICP, il est devancé par les Italiens Bugno et Chiappucci.

#### Quatrième du Tour de France, échec sur la coupe du monde (1991)
Pour 1991, Charly Mottet a comme objectif de remporter la coupe du monde, et de bien figurer sur le Tour de France. Il commence sa saison en février par une cinquième place lors de la Ruta del Sol puis une neuvième place au Trophée Luis Puig. En mars, il abandonne Paris-Nice à cause d'une bronchite. Sur Milan-San Remo, il figure dans la bonne échappée mais est lâché par le vainqueur Claudio Chiappucci et Rolf Sørensen pour terminer 91e. Il remporte ensuite l'étape de côtes du Critérium international, ce qui lui permet de terminer troisième de la course. Un temps à l'avant de Paris-Roubaix, il finit 36e d'une course remportée par son coéquipier Marc Madiot. Il ne fait pas partie de la bonne échappée dans Liège-Bastogne-Liège qu'il termine dans le peloton en 23e position, ce qui constitue sa meilleure place dans une des classiques du mois d'avril. En mai, il obtient la victoire aux Quatre Jours de Dunkerque devant Laurent Jalabert et Johan Museeuw à la suite d'une deuxième place dans le contre-la-montre et sa victoire dans l'étape de Cassel. Favori d'une course qui se déroule dans sa région, Mottet remporte ensuite la première édition de la Classique des Alpes en battant au sprint son dernier adversaire, Robert Millar. Il termine son mois de mai par une victoire d'étape sur le Tour d'Armorique.
Abandonnant lors du Dauphiné libéré puis distancé lors du Midi libre, Mottet fait cependant partie des coureurs à suivre au départ du Tour de France,. Au terme de la première semaine, Mottet, qui a perdu 6 minutes lors du contre-la-montre d'Alençon par rapport au vainqueur Miguel Indurain, se situe à 8 minutes 34 secondes du maillot jaune Greg LeMond. À Saint-Herblain, terme de la onzième étape, il piège le peloton en attaquant à 700 mètres de l'arrivée et s'impose devant l'ensemble des sprinteurs. Il récidive lors de l'étape suivante, la première étape de montagne des Pyrénées. Mottet fait partie de l'échappée victorieuse et s'impose au sprint devant Pascal Richard. Luc Leblanc, troisième, endosse le maillot jaune et devance alors Greg LeMond. Charly Mottet remonte à la troisième place, à près de 4 minutes de Leblanc. Le lendemain, le classement est modifié par l'échappée de Miguel Indurain et de Claudio Chiappucci. Indurain prend le maillot jaune et Mottet, qui a fini cinquième de l'étape, est deuxième à 3 minutes. Lors de la montée de L'Alpe d'Huez, Mottet perd près de deux minutes sur le vainqueur de l'étape italien Gianni Bugno et sur Miguel Indurain. Il perd alors sa deuxième place et passe quatrième derrière Indurain, Bugno et Chiappucci. Les dernières étapes ne changent pas l'ordre du classement, Mottet finit donc quatrième du Tour à 7 minutes 37 secondes d'Indurain.
En août, Mottet obtient la dixième place de la Classique de Saint-Sébastien, sa meilleure performance sur une course de la coupe du monde 1991, et la deuxième de la Coppa Agostoni. Lors des championnats du monde, il termine 26e dans le peloton classé à 5 secondes du vainqueur, Gianni Bugno. Après une dernière place d'honneur obtenue lors du Tour d'Émilie, il termine la saison au sixième rang du classement FICP.

#### Troisième victoire au Dauphiné libéré (1992)
Mottet entame la saison 1992 au sein d'une équipe RMO dont l'avenir est incertain en raison des problèmes financiers de l'entreprise sponsor et de la perte de plusieurs coureurs comme Marc Madiot ou Thierry Claveyrolat,. Il fait sa préparation hivernale et commence sa saison sur Paris-Nice dont il se classe dixième. Quelques jours plus tard, il est forfait sur Milan-San Remo en raison d'une infection virale,. Début mai, il est cinquième du Trophée des grimpeurs puis il s'aligne sur le Tour de Romandie. Troisième du prologue puis deuxième de la troisième étape derrière l'Américain Andrew Hampsten, Mottet termine l'épreuve à la troisième place à 39 secondes de l'Américain, Miguel Indurain étant deuxième. Après une opération à une dent de sagesse, il clôt son mois de mai par une septième place lors de la Classique des Alpes remportée par Gilles Delion.
Mottet participe en juin au Critérium du Dauphiné libéré. Bien placé dans les étapes les plus difficiles, il prend la tête du classement général le dernier jour grâce à sa victoire lors du contre-la-montre final. Finalement, il devance l'ancien leader Luc Leblanc, Gianni Bugno est lui troisième,. C'est sa troisième victoire dans l'épreuve ce qui fait de lui le coureur le plus titré dans cette course, à égalité avec Nello Lauredi, Luis Ocaña et Bernard Hinault,. Son équipe RMO est alors invitée à disputer le Tour de France. Classé parmi les prétendants au podium, Mottet déclare : « Je ne pense pas au général. ». La deuxième étape de la Grande Boucle permet à Richard Virenque, coéquipier de Mottet, de prendre le maillot jaune. Mottet termine dans un groupe avec Miguel Indurain, Claudio Chiappucci et Gianni Bugno et tous ces coureurs prennent du temps à leurs adversaires. Le lendemain, c'est un autre RMO, Pascal Lino, qui endosse le maillot jaune qu'il gardera 10 jours avant de finir cinquième du Tour. Mottet est lui huitième du classement. Il perd du temps dans les étapes qui suivent et abandonne pendant la douzième étape en raison d'un problème au foie.
Après le Tour de France, Charly Mottet remporte la Coppa Bernocchi le 19 août. Échappé sans succès pendant le Championnat de Zurich, Mottet est vingt-quatrième des championnats du monde où la sélection française est articulée autour de Laurent Jalabert qui est battu au sprint final par Gianni Bugno. Il voit ensuite sa saison compromise par les problèmes financiers de son équipe. Le sponsor principal RMO fait en effet l'objet de poursuites judiciaires qui se soldent par une banqueroute. Mottet est alors annoncé dans plusieurs équipes comme Gatorade ou Banesto. L'équipe RMO finit la saison et Mottet obtient une huitième place lors du Tour de Catalogne. Sa saison se conclut au 24e rang mondial.

### Novemail-Histor (1993-1994)

#### Places d'honneur en Coupe du monde (1993)

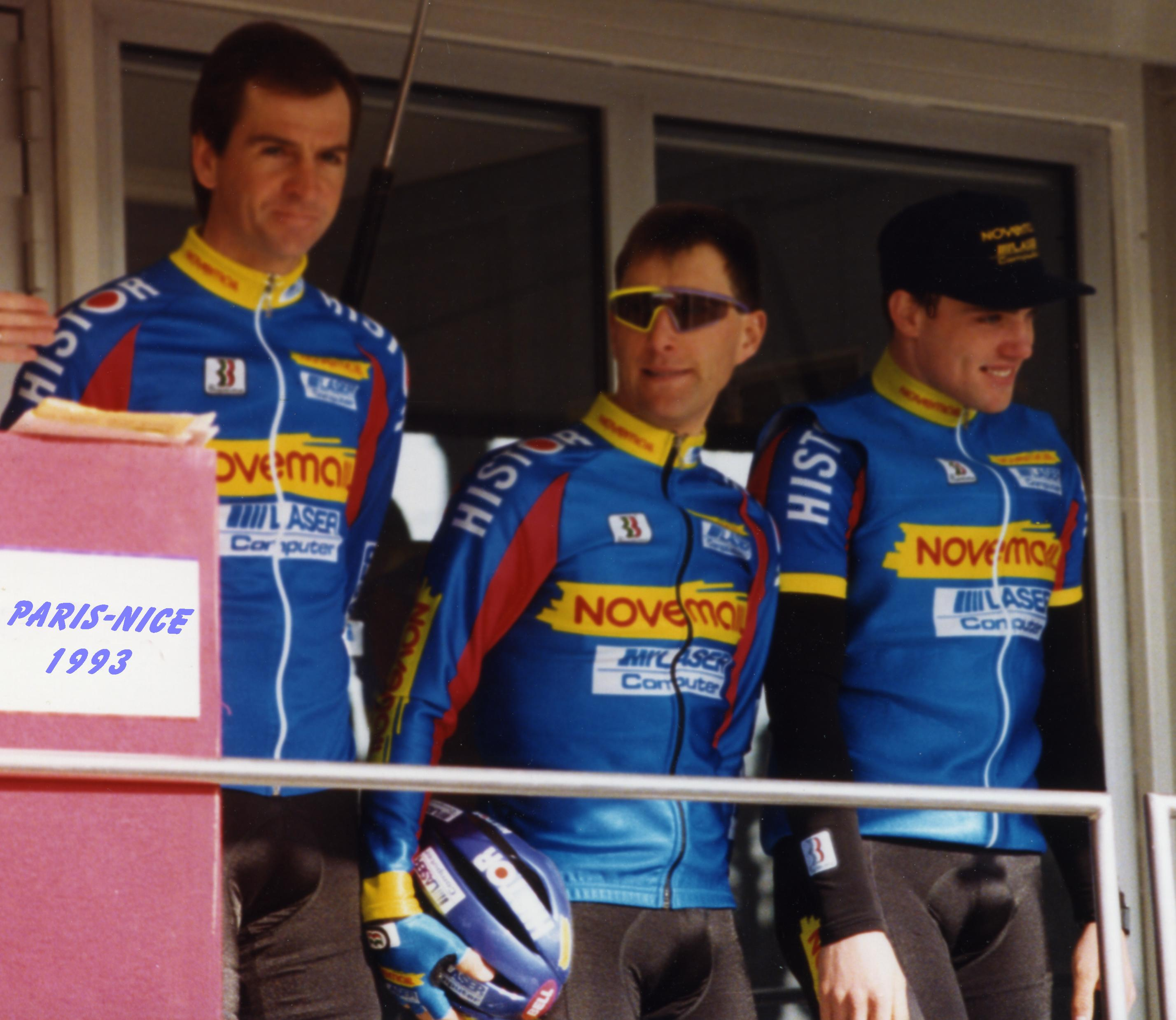
Charly Mottet au centre (Paris-Nice 1993).

À la fin du mois de septembre 1992, la signature de Charly Mottet dans l'équipe Novemail-Histor est annoncée. Cette équipe est créée après plusieurs mois de discussion sur les bases des équipes Panasonic et RMO. Mottet commence sa saison 1993 avec son nouveau maillot lors du Grand Prix d'ouverture La Marseillaise au début du mois de février. Il y obtient la quatrième place. Durant ce mois, il obtient également la troisième place du classement final de l'Étoile de Bessèges ainsi que la victoire lors du Tour méditerranéen grâce notamment à une victoire d'étape au sommet du mont Faron,. Sa saison est cependant interrompue en raison d'une chute le 12 mars sur Paris-Nice qui lui provoque une fracture du col du fémur. Opéré en avril, il fait son retour dans les pelotons le 14 mai à l'occasion du Tour de l'Oise. Chef de file de son équipe pour le Tour de France, il arrive sur la Grande Boucle avec des incertitudes sur sa forme en raison de sa récente blessure. En début de Tour, l'équipier de Mottet Wilfried Nelissen est maillot jaune pendant trois jours. Septième du classement général au terme de la première étape de montagne, Mottet n'est ensuite pas à la lutte pour les premières places et termine à Paris fin juillet en quarantième position.
De retour en août sur trois courses de coupe du monde, il est tout d'abord 47e de la Classique de Saint-Sébastien. Mottet est ensuite 34e de la Leeds Classic le 15 août après avoir un temps été dans la bonne échappée. La semaine suivante, après avoir remporté entre-temps une étape contre-la-montre et le classement final du Tour du Limousin, il termine deuxième du Grand Prix de Zurich, battu au sprint par Maurizio Fondriest. Ce résultat fait de Mottet un des coureurs à suivre pour les championnats du monde d'Oslo disputés la semaine suivante,, mais il ne termine pas la course. En octobre, Mottet obtient la cinquième place du Tour de Lombardie à plus d'une minute du vainqueur suisse Pascal Richard. Il se classe 34e du classement UCI de fin d'année.

#### Dernière saison (1994)
Pour ce qui constitue sa dernière année de coureur professionnel, Charly Mottet débute en février par une huitième place lors de l'Étoile de Bessèges et enchaîne par une cinquième place lors du Tour méditerranéen. Le mois suivant, il remporte sa dernière victoire sur route en s'imposant dans la septième étape de Paris-Nice avant d'y terminer 14e à près de 4 minutes de Tony Rominger. Participant ensuite surtout à des courses d'un jour, Mottet se classe deuxième début avril de Paris-Camembert derrière Armand de Las Cuevas et est ensuite 15e de Paris-Roubaix, ce qui constitue sa meilleure place sur une course de la coupe du monde 1994.
Attendu en juin sur le Critérium du Dauphiné libéré, Mottet pointe dans les dix premiers du classement général à l'issue de la troisième étape disputée en contre-la-montre. À l'attaque le lendemain avec Jean-Philippe Dojwa et rattrapé par le peloton à deux kilomètres de l'arrivée, Mottet est distancé dans l'avant-dernière étape et termine finalement à la vingt-sixième place lors de l'arrivée à Chambéry. Dix-huitième du Grand Prix du Midi libre, il est ensuite troisième de la Route du Sud derrière Álvaro Mejía et Richard Virenque.
N'ayant pas d'ambition particulière au départ du Tour de France, Mottet n'est pas à la lutte pour le classement général. Il obtient la cinquième place du dernier contre-la-montre remporté par Piotr Ugrumov et se classe 26e au classement final à 51 minutes 44 secondes de Miguel Indurain qui remporte son quatrième Tour de France consécutif. Il ne fait pas partie de la sélection française pour les championnats du monde sur route où la France remporte le titre sur route grâce à Luc Leblanc, Richard Virenque étant lui troisième. Cinquième du Grand Prix des Nations à 6 minutes 20 secondes du vainqueur Tony Rominger, Mottet termine sa carrière de coureur par une troisième place lors des Six Jours de Bordeaux. Au moment de sa retraite sportive, il est classé à la 79e place mondiale.

## Caractéristiques
Charly Mottet, surnommé Petit Charly dans le milieu cycliste en raison de sa taille d'1,64 m,,, est un coureur classé comme polyvalent, capable d'obtenir des résultats sur tous les types de terrain, que ce soit sur les grands tours, les courses d'un jour ou les contre-la-montre,. Sur les courses d'un jour, Mottet a deux courses fétiches, le Tour de Lombardie et le championnat du monde sur route. Il remporte la première en 1988 et termine sur le podium de la seconde en 1986. Par ailleurs, il se sent capable d'avoir un rôle important sur l'ensemble des courses d'un jour du calendrier, à l'exception de Paris-Roubaix ou du Tour des Flandres. En vue sur les courses à étapes d'une semaine, notamment le Critérium du Dauphiné libéré qu'il affectionne et qu'il remporte à trois reprises, il a également le Tour de France comme objectif. Ses capacités à s'imposer sur le Tour suscitent des doutes en raison de difficultés supposées à garder son niveau pendant trois semaines et d'une fragilité physique,,. À l'issue de son échec sur le Tour 1990, Mottet déclare avoir comme objectif principal les courses d'un jour,. Il continue de participer à la Grande Boucle, mais il n'a plus comme objectif d'en remporter le classement final,. Bon grimpeur, il est également bon descendeur ce qui s'explique par sa maîtrise du slalom géant en ski alpin,. Plus à l'aise par beau temps,, la période de l'année qu'il préfère est l'automne. Méticuleux dans sa préparation des compétitions, il analyse les différents tracés des épreuves auxquelles il participe et se constitue une base de données des parcours de courses au fil des ans. Sa personnalité est marquée par son caractère « discret ».
Au début de sa carrière, il devient pendant son passage dans les équipes de Cyrille Guimard un « leader de rechange » derrière Laurent Fignon, sur certaines épreuves comme sur le Tour de France 1987. Les deux coureurs ont de bonnes relations durant cette période selon leur propre aveu,. Lorsqu'il rejoint RMO, il devient alors le chef de file exclusif de son équipe,. Il est un des coureurs les plus importants de sa dernière équipe, la formation cosmopolite Novemail-Histor.
Mottet est considéré comme un des coureurs les plus propres du peloton,. Dans son livre Massacre à la chaîne, paru en 1999, Willy Voet, soigneur de Mottet pendant son passage dans l'équipe RMO, déclare à propos du coureur : « la venue de Charly Mottet chez RMO avait pourtant contribué au rejet du dopage. [...] On peut vraiment dire de Mottet qu'il a été une victime du dopage tout au long de sa carrière. Du dopage des autres. »,. Mottet déclare cependant qu'il lui « est arrivé de faire l'expérience d'utiliser des amphétamines » pendant sa carrière, sans effet selon lui,.

## Carrière de dirigeant dans le monde cycliste

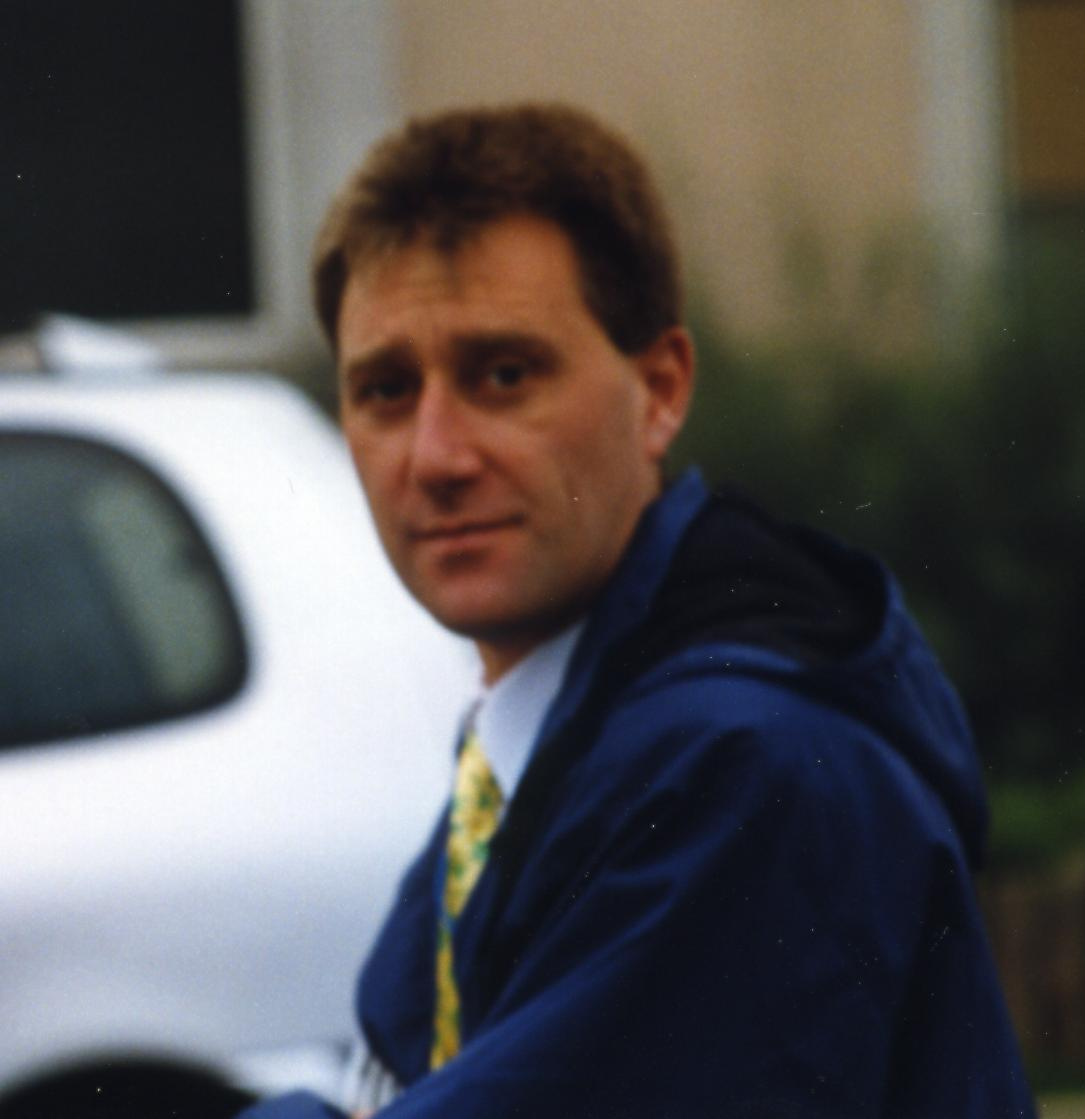
Charly Mottet, ici au Paris-Tours 1998, est sélectionneur de l'équipe de France sur route entre 1997 et 1999.

À la suite de sa carrière de coureur, Charly Mottet entame une carrière de dirigeant dans le monde cycliste. Durant quatorze ans, il est ainsi directeur adjoint du Critérium du Dauphiné libéré aux côtés de Thierry Cazeneuve. Il s'occupe tout particulièrement du tracé du parcours de l'épreuve. Cette fonction sur la course française lui permet d'être un des membres du conseil de l'UCI ProTour lors de sa création en 2004. Mottet rédige également une chronique dans le journal Le Dauphiné libéré qui est propriétaire de l'épreuve cycliste. Mottet quitte le Critérium du Dauphiné libéré au moment du rachat de la course par Amaury Sport Organisation et rejoint alors l'organisation des courses canadiennes du Grand Prix cycliste de Québec et du Grand Prix cycliste de Montréal en tant que manager sportif,. Il est membre, en compagnie de son ami Bernard Vallet, de l'organisation des Boucles Drôme-Ardèche 2020, promues pour l'occasion en UCI ProSeries,. Sur le Tour de France, membre de la direction de course de 1995 à 2001,, il est ensuite consultant cinq ans pour le Dauphiné libéré puis chargé de relations publiques pour l'opérateur de téléphonie Orange,. En plus de ses responsabilités d'organisateur de course, Mottet est délégué technique pour l'Union cycliste internationale à partir de 2001. À ce titre, il intervient sur le parcours des championnats du monde sur route et des Jeux olympiques pour en vérifier la sécurité et l'attractivité,,,. Mottet cesse toute activité en 2020 à la suite de la mort d'une de ses filles, à l'exception de celle pour Orange.
Charly Mottet devient sélectionneur de l'équipe de France de cyclisme en 1997. Au départ, son recrutement est temporaire et limité aux championnats du monde 1997. Sous sa direction, la France remporte trois titres mondiaux cette année-là, les contre-la-montre hommes avec Laurent Jalabert et femmes avec Jeannie Longo, ainsi que la course sur route hommes avec Laurent Brochard. Brochard est contrôlé positif à la lidocaïne à l'issue des mondiaux et a bénéficié d'un certificat médical antidaté lui permettant ainsi de garder son titre. Interrogé dans le cadre de l'enquête de l'affaire Festina, Mottet déclare avoir été mis au courant du contrôle positif par son directeur technique national (DTN). Il en informe alors Bruno Roussel, le directeur sportif de Brochard dans l'équipe Festina. Mottet déclare ensuite apprendre de la bouche du DTN que « l'histoire Brochard [est] arrangée » par la fourniture d'un certificat médical établi par un médecin de l'équipe Festina. L'année suivante, il est toujours sélectionneur. L'équipe de France, marquée par le déclenchement de l'affaire Festina, ne remporte aucun titre. Mottet démissionne au cours de l'année 1999.

## Palmarès sur route et classements mondiaux

### Palmarès amateur
- 1979
  -  Champion de France du contre-la-montre par équipes juniors
- 1980
  - 3e du championnat de France sur route juniors
- 1982
  - Champion du Dauphiné-Savoie
  - 2e de Paris-Troyes
  - 2e de Paris-Barentin
  - 3e de Paris-Évreux
  - 3e du Tour de Seine-et-Marne

### Palmarès professionnel
| - 1983 - 2e étape du Tour Midi-Pyrénées - 1re étape du Tour de Luxembourg - 2e du Tour Midi-Pyrénées - 2e du Tour de Luxembourg - 6e du Tour de l'Avenir - 1984 - 1re (contre-la-montre par équipes) et 4e étapes du Clásico RCN - Tour d'Italie : - Classement du meilleur jeune - 1re étape (contre-la-montre par équipes) - Tour de l'Avenir : - Classement général - 7e étape - 2e de Paris-Bruxelles - 9e du Tour de Romandie - 1985 - La Marseillaise - 3e étape de l'Étoile de Bessèges - Tour du Haut-Var - 7ea étape de Paris-Nice - 10e et 12e étapes du Tour de l'Avenir - Grand Prix des Nations - Duo normand (avec Thierry Marie) - Tour du Piémont - 2e de Paris-Bourges - 3e du Tour de Lombardie - 3e de Florence-Pistoia - 9e de Paris-Nice - 1986 - 1re étape du Tour Midi-Pyrénées - 2e étape du Tour du Vaucluse - 9e et 11e (contre-la-montre) étapes du Tour d'Espagne - 2e étape du Tour de France (contre-la-montre par équipes) - Grand Prix Eddy Merckx - Médaillé d'argent du championnat du monde sur route - 2e du Tour Midi-Pyrénées - 2e de Florence-Pistoia - 3e du Tour de Catalogne - 3e de Créteil-Chaville - 4e du Grand Prix des Nations - 9e de Paris-Nice - 10e de la Flèche wallonne - 1987 - Châteauroux-Limoges - Classement général du Critérium du Dauphiné libéré - Tour du Limousin : - Classement général - 1re étape - Grand Prix des Nations - 4ea étape du Tour d'Irlande (contre-la-montre par équipes) - 2e du Grand Prix d'Antibes - 3e des Quatre Jours de Dunkerque - 3e du Grand Prix Eddy Merckx - 4e du Tour de France - 4e de Créteil-Chaville - 9e du Tour de Lombardie - 1988 - Tour du Vaucluse : - Classement général - 2eb étape (contre-la-montre) - 6ea étape des Quatre Jours de Dunkerque (contre-la-montre) - 4e étape du Critérium du Dauphiné libéré - 2e étape de Paris-Bourges - Tour du Latium - Grand Prix des Nations - Tour de Lombardie - 2e du Tour méditerranéen - 2e des Quatre Jours de Dunkerque - 2e de Paris-Bourges - 2e du Grand Prix de Plouay - 3e du Grand Prix de Wallonie - 3e du Critérium du Dauphiné libéré - 3e de la Bicyclette basque - 3e du Trophée Baracchi (avec Thierry Marie) - 4e de la Flèche wallonne - 7e du Tour des Flandres - 7e de Liège-Bastogne-Liège | - 1989 - 6e étape de Tirreno-Adriatico - Quatre Jours de Dunkerque : - Classement général - 3eb étape - 3e étape du Tour d'Armorique - Critérium du Dauphiné libéré : - Classement général - 3e étape - Prologue du Grand Prix du Midi libre - Tour du Latium - 2e du Critérium international - 2e des Trois vallées varésines - 2e du Tour d'Irlande - 3e du Tour de la Communauté valencienne - 3e de Tirreno-Adriatico - 3e du Grand Prix des Amériques - 3e du Grand Prix des Nations - 4e du Grand Prix de San Sebastian - 6e du Tour de France - 1990 - Tour de Romandie : - Classement général - Prologue et 2eb étape (contre-la-montre) - 16e étape du Tour d'Italie - 15e étape du Tour de France - Grand Prix de Zurich - 2e du Tour d'Italie - 3e du Tour de Lombardie - 5e de la Finale de la Coupe du monde (contre-la-montre) - 1991 - 2e étape du Critérium international - Quatre Jours de Dunkerque : - Classement général - 5eb étape - Classique des Alpes - 2e étape du Tour d'Armorique - 11e et 12e étapes du Tour de France - 2e de la Coppa Agostoni - 3e du Critérium international - 3e du Tour d'Émilie - 4e du Tour de France - 10e de la Classique de Saint-Sébastien - 1992 - Critérium du Dauphiné libéré : - Classement général - 8e étape (contre-la-montre) - Coppa Bernocchi - 3e du Tour de Romandie - 8e du Tour de Catalogne - 10e de Paris-Nice - 1993 - Tour méditerranéen : - Classement général - 2e étape - Tour du Limousin : - Classement général - 4eb étape (contre-la-montre) - 2e du Grand Prix de Zurich - 3e de l'Étoile de Bessèges - 5e du Tour de Lombardie - 1994 - 7e étape de Paris-Nice - 2e de Paris-Camembert - 3e de la Route du Sud |

### Résultats sur les grands tours

#### Tour de France
Dix participations :
- 1985 : 36e du classement général.
- 1986 : 16e du classement général, vainqueur de la 2e étape (Meudon-Saint-Quentin-en-Yvelines contre-la-montre par équipes).
- 1987 : 4e du classement général,  maillot jaune pendant 6 jours.
- 1988 : abandon (15e étape).
- 1989 : 6e du classement général.
- 1990 : 49e du classement général, vainqueur de la 15e étape (Millau-Revel).
- 1991 : 4e du classement général, vainqueur des 11e (Quimper-Saint-Herblain) et 12e (Pau-Jaca) étapes.
- 1992 : abandon (12e étape).
- 1993 : 40e du classement général.
- 1994 : 26e du classement général.

#### Tour d'Italie
Deux participations :
- 1984 : 21e du classement général,  meilleur jeune, vainqueur de la 1re étape (contre-la-montre par équipes).
- 1990 : 2e du classement général, vainqueur de la 16e étape.

#### Tour d'Espagne
Une participation :
- 1986 : 22e du classement général, vainqueur des 9e et 11e étapes.

### Classements mondiaux
| Année           | 1984 | 1985 | 1986 | 1987 | 1988 | 1989 | 1990 | 1991 | 1992 | 1993 | 1994 | 1995 |
| --------------- | ---- | ---- | ---- | ---- | ---- | ---- | ---- | ---- | ---- | ---- | ---- | ---- |
| Classement UCI, | 24e  | 10e  | 7e   | 8e   | 2e   | 2e   | 3e   | 6e   | 24e  | 34e  | 79e  | 298e |
| Coupe du monde, | -    | -    | -    | -    | -    | 7e   | 14e  | 68e  | nc   | nc   | nc   | -    |

Charly Mottet est classé no 1 mondial du 15 mai au 23 juillet 1989 puis du 6 août au 30 septembre de cette même année.

## Palmarès sur piste
- 1979
  - 3e du championnat de France de poursuite par équipes junior
- 1981
  - 3e du championnat de France de poursuite par équipes amateur
- 1982
  - 3e du championnat de France de poursuite amateur
- 1986
  - 2e des Six Jours de Paris (avec Anthony Doyle)
- 1987
  - Six Jours de Grenoble (avec Bernard Vallet)
- 1988
  - Six Jours de Grenoble (avec Roman Hermann)
- 1989
  - Six Jours de Paris (avec Etienne De Wilde)
  - 3e des Six Jours de Grenoble (avec Etienne De Wilde)
- 1994
  - 3e des Six Jours de Bordeaux (avec Pierangelo Bincoletto)

## Distinctions
- Mendrisio d'or : 1988
- Trophée Prestige Pernod : 1985, 1987